# Hræsvelgr
Na mitologia nórdica, Hræsvelgr é um gigante que pode se transformar em águia. De acordo com a estrofe 37 do poema Vafþrúðnismál da Edda em verso, ele senta-se ao fim do mundo (no canto ao norte dos céus) e faz os ventos soprarem quando ele bate suas asas em voo. Isto é repetido por Snorri na seção Gylfaginning da Edda em prosa.

## Fonte da tradução
- Este artigo foi traduzido de sua versão na Wikipédia anglófona: Hræsvelgr